# Eugène Cantiran de Boirie
Pour les articles homonymes, voir Boirie.
Jean-Bernard-Eugène Cantiran de Boirie, né le 22 octobre 1785 à Paris où il est mort le 14 décembre 1837, est un mélodramaturge français.

## Biographie
Boirie était le fils d’un premier commis de l’intendance de Paris, qui, à l’époque de la Révolution, employa le reliquat de sa fortune à l’acquisition du théâtre des Jeunes Artistes. Son fils, dont l’éducation fut négligée, mais qui était doué d’une brillante imagination, se sentit de la vocation pour l’art dramatique, et à vingt ans il fit jouer sa première pièce. Incapable d’écrire ces drames qu’il concevait bien et combinait avec une parfaite entente de la scène, il ne pouvait se passer de collaborateurs. Parmi les dix-sept auteurs qui voulurent bien travailler avec lui, plusieurs hommes d’esprit ont obtenu de nombreux succès au théâtre.
Devenu, à la mort de son père, propriétaire du théâtre des Jeunes-Artistes, Boirie en fut dépouillé par le décret impérial qui supprima un grand nombre de théâtres. Il fut alors pendant quatre ans régisseur du théâtre de l’Impératrice, place qu’il perdit à la Restauration, ce qui ne l’empêcha pas d’être un zélé royaliste.
En 1822, il devint régisseur du théâtre de la Porte-Saint-Martin, mais Merle, qui l’avait appelé à cette place, ayant quitté la direction de ce théâtre, Boirie, attaqué de terribles maladies, résultat de l’abus des plaisirs, vécut depuis cette époque dans la retraite, avant de mourir, après de grandes souffrances dans une maison de santé du quartier Saint-Marcel.

## Théâtre
- 1805 : Storb et Verner, ou les Suites d'un duel, drame en 3 actes, avec P.G.A. Bonel, au théâtre de la Porte-Saint-Martin (6 avril)
- 1808 : La Bataille de Pultawa, mélodrame en 3 actes, avec Frédéric Dupetit-Méré, au théâtre de l'Ambigu-Comique (1er septembre)
- 1814 : Henri IV, ou la Prise de Paris, mélodrame historique en 3 actes, avec Jean-Baptiste Dubois et Léopold Chandezon, musique de Aimé Taix et Marie-François-Xavier-Auguste Leblanc, Paris, théâtre de la Gaîté, 2 mai
- 1815 : La Marquise de Gange, ou les Trois Frères, mélodrame en 3 actes et en prose tiré des Causes Célèbres, avec Léopold Chandezon, au théâtre de la Gaîté (18 novembre)
- 1815 : Jean sans peur, duc de Bourgogne, ou le Pont de Montereau, mélodrame en 3 actes et en prose, avec Léopold Chandezon, au théâtre de la Porte-Saint-Martin (décembre)
- 1818 : Le Bourgmestre de Saardam, ou Les deux Pierre, comédie héroïque en 3 actes à grand spectacle, avec Mélesville et Jean-Toussaint Merle, au théâtre de la Porte-Saint-Martin (2 juin)
- 1819 : Le Banc de sable, ou les Naufragés français, mélodrame en 3 actes en prose, avec Frédéric Dupetit-Méré et Jean-Toussaint Merle, au théâtre de la Porte-Saint-Martin (14 avril)
- 1821 : Chacun son numéro, ou le Petit Homme gris, comédie vaudeville en 1 acte, avec Pierre Carmouche et Théodore Baudouin d'Aubigny, au théâtre de la Porte-Saint-Martin (6 décembre)
- 1822 : Le Courrier de Naples, mélodrame historique en 3 actes, avec Théodore Baudouin d'Aubigny et Alphonse Poujol,  musique d'Alexandre Piccinni et Marty, au théâtre du Panorama-Dramatique (12 mars)
- 1822 : Le Château de Kenilworth, mélodrame en 3 actes d'après Walter Scott, avec Henri Lemaire, au théâtre de la Porte-Saint-Martin (23 mars)
- 1822 : Les Deux Forçats, ou la Meunière du Puy-de-Dôme, mélodrame en 3 actes, avec Pierre Carmouche et Alphonse Poujol, au théâtre de la Porte-Saint-Martin ( 3 octobre)
- 1823 : Les Invalides, ou Cent ans de gloire, tableau militaire en 2 actes pour célébrer le retour de S.A.R. Mgr le Duc d'Angoulême, avec Jean-Toussaint Merle, Henri Simon et Ferdinand Laloue, musique d'Alexandre Piccinni, au théâtre de la Porte-Saint-Martin (15 décembre)
- 1824 : Le Commissionnaire, mélodrame en 3 actes, avec Ferdinand Laloue et Constant Ménissier, au théâtre de la Porte-Saint-Martin (10 juin)
- 1826 : L'Oncle et le neveu, ou les Noms supposés, comédie-vaudeville en 1 acte, avec Pierre Tournemine, au théâtre de la Porte-Saint-Martin (14 février).

## Sources
- Biographie universelle, ancienne et moderne : revue bibliographique universelle, t. 4, Paris, Madame C. Desplaces, 1854, 700 p. (lire en ligne), p. 574.